# Heriaeus horridus
Heriaeus horridus là một loài nhện trong họ Thomisidae.
Loài này thuộc chi Heriaeus. Heriaeus horridus được miêu tả năm 1965 bởi Tyschchenko.